# 이지택시
이지택시(Easy Taxi)는 실시간 택시 예약 모바일 애플리케이션이다.

## 개요
2011년 브라질에서 시작됐다. 2015년 현재 33개국, 170개 도시에서 이용할 수 있다. 매달 3개 도시가 추가되고 있다. 국내에선 2012년 10월 최초로 스마트폰을 이용한 호출 서비스를 제공하기 시작했다. 현재 한국에서는 서울, 광주, 전라남도 여수 지역에서 서비스하고 있다.